# Eleonore Zrza
Eleonore Christine Zrza, född 22 maj 1797 i Bagsværd, död 1 november 1862, var en dansk operasångerska, aktiv 1814–1845.
Eleonore Zrza var dotter till valthornisten Franz Anton Xaverius Zrza och dansaren Rosalie Stuart. Hon anställdes som korist vid Det Kongelige Teater 1814, fick sångundervisning av Friedrich Ludwig Æmilius Kunzen och debuterade 1816 som Charlotte i Weyses Sömndrycken och sjöng senare samma år Vilhelmine i Édouard du Puys operett Ungdom och dårskap.